# Departamentul León
Departamentul León  este una dintre cele 17  unități administrativ-teritoriale de gradul I  ale statului  Nicaragua. Are o populație de 355.779 locuitori (2005). Reședința sa este orașul León.